# Sello maldito (Naruto)
Los sellos malditos (呪印術 Juin jutsu?) son jutsu especiales que aparecen en el manga y anime Naruto. Su uso puede ocasionar dolor (o muerte) al portador, o provocar manchas similares a las de la lepra o mutaciones en el usuario, proporcionándole más chakra.

## Sello delBunke
Todos los miembros del Bunke (rama secundaria) del clan Hyūga son marcados en la frente con este sello a temprana edad. Tiene doble finalidad, pues por un lado asegura la obediencia a los miembros del Sōke, (rama principal) y por otro garantiza que ningún extraño puede apoderarse del secreto del Byakugan al conseguir el cadáver de alguien de esta rama. La primera función puede ser activada por cualquiera de la rama principal, y por ella inflige gran dolor al portador del sello al ir destruyendo neuronas, obligándole a obedecer. Por otro lado, este sello puede activarse para bloquear por completo al Byakugan, de tal forma que un enemigo no pueda descubrir su secreto mediante el estudio del cuerpo de un miembro del esta rama
En el manga, el sello es una esvástica con los brazos curvados hacia la izquierda, flanqueada por dos líneas horizontales. Para evitar que se relacionara de alguna manera al sello con el Holocausto Judío, este fue reemplazado por una simple equis en el anime. En cualquier caso, hay que hacer notar que dicho símbolo es típico de las culturas de Asia Oriental, donde representa al Sol.

## Sellos malditos deOrochimaru
Orochimaru marca con estos sellos a sus discípulos y siervos más poderosos. Para aplicarlos, Orochimaru muerde en el cuello al futuro portador, dejándole dicha marca en la zona de la mordedura. Una vez despertado (lo cual suele ocurrir en una situación de peligro), el sello brinda gran cantidad de chakra al poseedor, pero también le otorga un carácter más frío y despiadado. Si el sello se mantiene activado durante demasiado tiempo, puede consumir todo el chakra del usuario y matarlo.
Habitualmente constan de dos niveles. Cuando el sello está inactivo, es un simple tatuaje en el lugar de la mordedura. En el primer nivel, una vez activado, aparecen marcas a lo largo del cuerpo, aumentando el chakra en gran medida, que lo recorren por entero cuando la liberación se completa. El segundo nivel provoca una mutación clara en el usuario, cambiando el color de la piel, el pelo y los ojos (aumentando alrededor de 10 veces la cantidad de chakra original del portador). También es posible realizar transformaciones parciales. Estos últimos se vuelven amarillos con la retina negra, excepto en el caso de Sasuke Uchiha, debido a su Sharingan. Un portador del sello maldito puede luchar sin activarlo pero las técnicas que use le gastaran algo más de chakra de lo que le gastarían si no estuviera contaminado del sello, ya que el cuerpo se acostumbra a depender de la fuerza maligna, lo cual no es recomendable ya que va corrompiendo y devorando poco a poco a la persona mientras está activado.
No obstante, si se domina bien el corrosivo poder de Orochimaru (como ha hecho Sasuke Uchiha), es posible reducir al mínimo los efectos secundarios.
Para que Orochimaru pudiera aplicar el sello de maldición en sus discípulos fue necesario del chakra de Juugo ya que este es el portador original del sello maldito, esto hacia que tuviera dos personalidades y una de estas contenía a un ser despiadado, que era lo que necesitaba Orochimaru para perfeccionar su técnica, 
En la primera parte de la serie se confirma que los siguientes ninja, han sido marcados por el sello de Orochimaru:
- Anko Mitarashi(Jonnin Especializada de Konoha)
- Sasuke Uchiha (Gennin de Konoha)/ Criminal de grado S , Líder de TAKA
- Kimimaro Kaguya (Subordinado de Orochimaru, Aldea oculta del Sonido)/ Muerto
- Ukon/Sakon (Subordinado de Orochimaru, Aldea oculta del Sonido) / Muertos
- Tayuya (Subordinado de Orochimaru, Aldea oculta del Sonido) / Muerta
- Jiroubo (Subordinado de Orochimaru, Aldea oculta del Sonido)/ Muerto
- Kidomaru (Subordinado de Orochimaru, Aldea oculta del Sonido)/ Muerto

### Sello maldito del Cielo
El Sello maldito del Cielo (天の呪印 Ten no Juin?) fue colocado por Orochimaru en Sasuke Uchiha y Anko Mitarashi. Este sello le permite dominar a la víctima a la vez que la hace más fuerte. Es similar a las tres marcas del ojo de sharingan simple, pero más próximas entre sí. Junto al Sello de la Tierra, son los más poderosos de los que usa Orochimaru. Suele situarse en el cuello, lugar de la mordedura.
Anko Mitarashi lo recibió cuando era estudiante de Orochimaru. Fue la única de los diez sujetos de prueba usados en sobrevivir, estableciendo así la probabilidad de un décimo de éxito en la que luego se basaría el creador de sello. Nunca se ha visto que ella haya activado el sello.
Sasuke Uchiha lo recibió en la segunda etapa del examen chūnin. Orochimaru le estaba preparando así como su próximo cuerpo. Al descubrir el sello, Kakashi Hatake hizo uso del Fūja Hōin, un sello que mantiene controlado a éste. Su funcionamiento depende de la fuerza de voluntad del portador del mismo. En el segundo nivel del sello se adquiere un poder sobrehumano. Sasuke Uchiha parece una especie de demonio alado, cambiando el color de su piel y su pelo a gris, alargándose éste. Aparece una marca en forma de shuriken en su cara, y puede desarrollar unas alas que recuerdan a las patas palmeadas de las aves. La cantidad y fuerza de su chakra se amplifican 10 veces, así como su fuerza física, velocidad, resistencia u otros atributos también son aumentados en gran medida. El sello parece ser perpetuo, sin embargo el hermano mayor de Sasuke, Itachi Uchiha logró borrarlo de su hermano menor al aplicarle la espada de Totsuka con la técnica de su Mangekyo Sharingan, Susanoo. El sello y sus consecuencias han desaparecido del Uchiha, sin embargo su compatibilidad con otros poseedores del sello permanece, como demuestra Jūgo al cederle parte de su propia carne y chakra para curarlo.

### Sello maldito de la Tierra
El Sello maldito de la Tierra (地の呪印 Chi no Juin?), fue usado por Orochimaru sobre Kimimaro Kaguya, cuando aún le veía como un posible contenedor para su alma. El sello tiene la forma de tres líneas curvas. Cuando el segundo nivel es activado, Kimimaro toma el aspecto de un dinosaurio medio esquelético, incluyendo una cola. Su piel se vuelve de color marrón.

### Sellos de los Cuatro del Sonido
Cada uno de los Cuatro del Sonido porta un sello distinto que le otorga gran poder al ser liberado, incluso sin ser tan importante como los anteriores.
- El sello maldito de Jirōbō consiste en tres triángulos. Cuando el segundo nivel es activado, su piel se vuelve de color rojo y su cabello de color naranja y se hace más largo.

- El sello de Kidōmaru consiste en 3 espirales. Cuando se activa el segundo nivel del sello, en su frente aparece un tercer ojo, su cabello se vuelve más largo, aparecen unos cuernos.

- Los sellos de Ukon y Sakon son iguales, entre sí, consistiendo en 3 manchas irregulares. Cuando el segundo nivel es activado, toman el aspecto de ogros de piel roja, con un solo cuerno, cada uno en un lado, según su nombre. Sus pieles se vuelven muy duras y los siameses obtienen la habilidad de dividirse y unirse a otra persona, tal como sucedió con Kiba Inuzuka.

- El sello de Tayuya es similar a un trisquel. Cuando el segundo nivel es activado su piel se vuelve de color café oscuro, su cabello se hace más largo y le aparecen 5 cuernos en la cabeza.

### El sello maldito de Mizuki
Se demostró que Mizuki recibió una marca similar a un sello maldito en el anime. Pero este no era un sello maldito, sin embargo, era uno de los experimentos prohibidos de Orochimaru. Al igual que los sellos malditos normales de Orochimaru, brilla intensamente en rojo cuando está activo, el único cambio es el aspecto del tatuaje, que muestra nuevas instrucciones. El experimento requiere el uso de un dispositivo especial para mezclar varios compuestos químicos de origen animal, y crear así el líquido rojo que otorga al que lo toma habilidades animales. El tatuaje de Mizuki, con la misma forma que el dispositivo, mostraba el orden en que se debían mezclar los componentes.
Después de robar los ingredientes necesarios del laboratorio médico del clan Nara, Mizuki creó la poción y la bebió. Esto aumentó su musculatura, hizo aparecer tres tigres con rayas en sus brazos, y aumentó sus cualidades físicas mucho de la misma manera que un sello maldito. Además, él podía canalizar todo su chakra para ganar fuerza y energía lo que le hacía transformarse en un tigre. Como efecto secundario de la canalización su velocidad se redujo drásticamente.
Aunque es completamente eficaz, Orochimaru descuidó decir a Mizuki que la poción es, hasta ahora, incompleta, bebiéndolo se quemara toda la poción presente en las células de Mizuki. Esto le habría matado en circunstancias normales, pero la maestría médica de Tsunade hizo que la poción no le provocara la muerte. Desafortunadamente para Mizuki, el daño causado a la parte izquierda lo incapacita para continuar su vida como ninja.

## Sello de Raíz
Este sello es colocado por Danzou a todos los miembros de la raíz del ANBU. Fue mostrado por primera vez cuando Sai se lo mostró a Naruto y Sakura explicando porque no les puede decir información sobre Raíz ya que este sello sirve para que ningún miembro de Raíz revele los secretos de la organización, paralizando al usuario para que no pueda hablar y en casos extremos la muerte del usuario. En Sai este sello está colocado en su lengua, pero se desconoce si se puede colocar en otros lugares del cuerpo. Este sello, al igual que el de Sasuke con Orochimaru, ha desaparecido con la muerte del creador, Danzou.